# Josif Rodionovič Apanasenko
Josif Rodionovič Apanasenko (rusky Иосиф Родионович Апанасенко; 3.jul./ 15. dubna 1890greg. Mitrofanovskoje – 5. června 1943 u Bělgorodu) byl sovětský generál. Velel jezdecké divizi v ruské občanské válce a frontu v druhé světové válce.

## Život
Pocházel z rolnické rodiny. Sloužil v armádě od roku 1911, bojoval v první světové válce.
V roce 1917 se vrátil domů, koncem roku byl zvolen předsedou místního sovětu. V roce 1918 zorganizoval partyzánský oddíl, sloužil v Rudé armádě jako velitel brigády, později divize. Apanasenkova 6. jezdecká divize bojovala (od léta 1919 v rámci Buďonného 1. jezd. sboru resp. 1. jízdní armády) u Voroněže, Kastorného, Rostova na Donu, stanice Jegorlykské, Brodů a Lvova. V listopadu 1920 se účastnila bojů o Krym.
Ve 20. a 30. letech zůstal u jezdectva, postupně stoupal ve funkcích. Čistkami koncem 30. let jako veterán První jízdní prošel bezpečně. Od února 1938 zaujal post velitele vojenského okruhu.
V lednu 1941 byl převelen na Dálný východ. Zde výrazně zvýšil bojeschopnost vojsk v rámci přípravy k obraně proti eventuálnímu japonskému útoku. V druhé polovině roku 1941 podle rozkazů z Moskvy poslal většinu svých vojsk na německou frontu. Tyto dálněvýchodní divize, obvykle nesprávně zahrnované mezi sibiřské, výrazně posílily sovětská vojska v bitvě o Moskvu. Odeslaná vojska nahradil nově postavenými divizemi, vybavenými a zásobovanými z místních zdrojů. Jeho žádostem o převelení na frontu vyhověl Stalin až v létě 1943. Zúčastnil se bitvy u Kurska, když sovětská vojska přešla do ofenzívy, byl v boji smrtelně raněn.

## Vzdělání
- 1922 - 1923 - Vyšší akademické kurzy Rudé armády
- 1928 - absolvoval Kurzy zdokonalování vyššího velitelského sboru
- 1930 - 1932 - Vojenskou akademii M.V.Frunze

## Vojenská služba
- 1911 - 1917 - v ruské armádě, naposled jako velitel kulometné roty

- od května 1918 - velitel partyzánského oddílu
- říjen 1918 - březen 1919 - velitel brigády 2. Stavropolské pěší divize - velitel brigády 4. střelecké divize
- 26. března 1919 - 12. října 1920 - velitel 6. jezdecké divize (s přestávkami)
- náčelník stavropolské gubernské milice
- říjen 1923 - květen 1924 - smolenský gubernský vojenský komisař
- květen 1924 - říjen 1929 - velitel 2.(od 1924 5.) Stavropolské jezdecké divize
- říjen 1929 - 1930 - velitel a komisař 4. Leningradské jezdecké divize
- listopad 1932 - září 1935 - velitel 4. jezdeckého sboru
- září 1935 - únor 1938 - zástupce velitele Běloruského vojenského okruhu pro jezdectvo
- červen 1936 - únor 1938 - současně inspektor jezdectva Běloruského vojenského okruhu
- 25. února 1938 - 14. ledna 1941 - velitel Středoasijského vojenského okruhu
- 14. ledna 1941 - 25. dubna 1943 - velitel Dálněvýchodního frontu
- červen 1943 - 5. srpna 1943 - zástupce velitele Voroněžského frontu

## Hodnosti

### Ruské
- praporčík

### Sovětské
- 20. listopadu 1935 velitel sboru
- 8. února 1939 velitel armády 2. stupně
- 4. června 1940 generálplukovník
- 22. února 1941 armádní generál

## Řády a vyznamenání
- Leninův řád
- 3x Řád rudého praporu

## Politická činnost
- 1917 předseda sovětu a voj.-revol.výboru vesnice Mitrofanovskoje
- od 1937 poslanec Nejvyššího sovětu SSSR

- od 1918 člen RKS(b)-VKS(b)
- 20.2.1941 - 5.8.1943 kandidát ÚV VKS(b)